# ロンドン方程式

物質が超伝導の臨界温度以下まで冷やされると、マイスナー効果により磁場は物質中に侵入しない。ロンドン方程式はこの現象を定量的に説明する。

ロンドン方程式（ロンドンほうていしき、London equation）とは、超伝導の特徴の１つであるマイスナー効果に対して現象論的な解釈を与える方程式のことである。
ロンドン兄弟（フリッツ・ロンドンとハインツ・ロンドン）によって導きだされたのでロンドン方程式という。この方程式で使うλ（ラムダ）をロンドンの侵入長（しんにゅうちょう、London penetration depth）という。

## 概要
超伝導体の電流密度
{\displaystyle {\boldsymbol {j}}}
が磁場のベクトルポテンシャル
{\displaystyle {\boldsymbol {A}}}
に比例すると仮定する。（太字はベクトルを表す。）
ここで
{\displaystyle {\boldsymbol {B}}=\nabla \times {\boldsymbol {A}}}
とし、
比例定数を
{\displaystyle -{\frac {1}{\mu _{0}\lambda ^{2}}}}
とする。（∇についてはナブラを参照のこと。）
こうして、
{\displaystyle {\boldsymbol {j}}=-{\frac {1}{\mu _{0}\lambda ^{2}}}{\boldsymbol {A}}}
となる。これがロンドン方程式である。両辺にrotをとって、
{\displaystyle \nabla \times {\boldsymbol {j}}=-{\frac {1}{\mu _{0}\lambda ^{2}}}{\boldsymbol {B}}\quad (1)}
のようにも表される。
マクスウェルの方程式により、
{\displaystyle \nabla \times {\boldsymbol {B}}=\mu _{0}{\boldsymbol {j}}}
両辺にrotをとって
{\displaystyle \nabla \times \left(\nabla \times {\boldsymbol {B}}\right)=-\nabla ^{2}{\boldsymbol {B}}=\mu _{0}\left(\nabla \times {\boldsymbol {j}}\right)}
(1)のロンドン方程式より
{\displaystyle \nabla ^{2}{\boldsymbol {B}}={\frac {\boldsymbol {B}}{\lambda ^{2}}}}
が得られる。

ここで、簡単のためにyz平面に表面を持ち、x方向に深さを持つ超伝導体を考える。この超伝導体に外部磁場をかけた場合、超伝導体の内部の磁場は
{\displaystyle {\boldsymbol {B}}(x)={\boldsymbol {B}}(0)\exp \left(-{\frac {x}{\lambda }}\right)}
で表すことができる。
これはｘ軸に垂直な外部磁場Bがｘ軸方向（超伝導体内部）に向かうにしたがって指数関数的に減少し、深さλにおいては表面での磁場強度{\displaystyle {\boldsymbol {B}}(0)}の1/e倍に減衰することが分かる。
電流についても微分方程式及び侵入深さを下記のように評価できる。
{\displaystyle \nabla ^{2}{\boldsymbol {j}}={\frac {\boldsymbol {j}}{\lambda ^{2}}}}
{\displaystyle {\boldsymbol {j}}(x)={\boldsymbol {j}}(0)\exp \left(-{\frac {x}{\lambda }}\right)}
これより、電流についてもそのほとんどが表面を流れていると理解される。
この磁場の侵入深さの目安となるλをロンドンの侵入長、特に磁場に対する侵入長については磁場侵入長という。